# Ерлена маневр
Мане́вр Ерлена — ідея в шаховій композиції в багатоходовому жанрі. Суть ідеї — для створення засідки білі роблять маневр лінійної фігури, яка опиняється позаду критичного поля, але не переходячи через нього, а рухаючись в обхід, не по тематичній лінії.

## Історія
Ідею запропонував у 1845 році французький шаховий композитор Теодор Адріен Луї Ерлен (22.07.1817 — 02.11.1889).
Для створення засідки одна фігура перекриває лінію, а інша фігура, лінійна, іде не по тематичній лінії, а  робить круговий маневр, і стає за фігурою, яка стоїть на критичнім полі.
Ідея дістала назву — маневр Ерлена.
|   | a | b | c | d | e | f | g | h |   |
| 8 | c8 білий кінь · a6 чорний король · d6 білий король · a4 чорний пішак · c4 білий пішак · d4 білий слон · a3 білий пішак | c8 білий кінь · a6 чорний король · d6 білий король · a4 чорний пішак · c4 білий пішак · d4 білий слон · a3 білий пішак | c8 білий кінь · a6 чорний король · d6 білий король · a4 чорний пішак · c4 білий пішак · d4 білий слон · a3 білий пішак | c8 білий кінь · a6 чорний король · d6 білий король · a4 чорний пішак · c4 білий пішак · d4 білий слон · a3 білий пішак | c8 білий кінь · a6 чорний король · d6 білий король · a4 чорний пішак · c4 білий пішак · d4 білий слон · a3 білий пішак | c8 білий кінь · a6 чорний король · d6 білий король · a4 чорний пішак · c4 білий пішак · d4 білий слон · a3 білий пішак | c8 білий кінь · a6 чорний король · d6 білий король · a4 чорний пішак · c4 білий пішак · d4 білий слон · a3 білий пішак | c8 білий кінь · a6 чорний король · d6 білий король · a4 чорний пішак · c4 білий пішак · d4 білий слон · a3 білий пішак | 8 |
| 7 | c8 білий кінь · a6 чорний король · d6 білий король · a4 чорний пішак · c4 білий пішак · d4 білий слон · a3 білий пішак | c8 білий кінь · a6 чорний король · d6 білий король · a4 чорний пішак · c4 білий пішак · d4 білий слон · a3 білий пішак | c8 білий кінь · a6 чорний король · d6 білий король · a4 чорний пішак · c4 білий пішак · d4 білий слон · a3 білий пішак | c8 білий кінь · a6 чорний король · d6 білий король · a4 чорний пішак · c4 білий пішак · d4 білий слон · a3 білий пішак | c8 білий кінь · a6 чорний король · d6 білий король · a4 чорний пішак · c4 білий пішак · d4 білий слон · a3 білий пішак | c8 білий кінь · a6 чорний король · d6 білий король · a4 чорний пішак · c4 білий пішак · d4 білий слон · a3 білий пішак | c8 білий кінь · a6 чорний король · d6 білий король · a4 чорний пішак · c4 білий пішак · d4 білий слон · a3 білий пішак | c8 білий кінь · a6 чорний король · d6 білий король · a4 чорний пішак · c4 білий пішак · d4 білий слон · a3 білий пішак | 7 |
| 6 | c8 білий кінь · a6 чорний король · d6 білий король · a4 чорний пішак · c4 білий пішак · d4 білий слон · a3 білий пішак | c8 білий кінь · a6 чорний король · d6 білий король · a4 чорний пішак · c4 білий пішак · d4 білий слон · a3 білий пішак | c8 білий кінь · a6 чорний король · d6 білий король · a4 чорний пішак · c4 білий пішак · d4 білий слон · a3 білий пішак | c8 білий кінь · a6 чорний король · d6 білий король · a4 чорний пішак · c4 білий пішак · d4 білий слон · a3 білий пішак | c8 білий кінь · a6 чорний король · d6 білий король · a4 чорний пішак · c4 білий пішак · d4 білий слон · a3 білий пішак | c8 білий кінь · a6 чорний король · d6 білий король · a4 чорний пішак · c4 білий пішак · d4 білий слон · a3 білий пішак | c8 білий кінь · a6 чорний король · d6 білий король · a4 чорний пішак · c4 білий пішак · d4 білий слон · a3 білий пішак | c8 білий кінь · a6 чорний король · d6 білий король · a4 чорний пішак · c4 білий пішак · d4 білий слон · a3 білий пішак | 6 |
| 5 | c8 білий кінь · a6 чорний король · d6 білий король · a4 чорний пішак · c4 білий пішак · d4 білий слон · a3 білий пішак | c8 білий кінь · a6 чорний король · d6 білий король · a4 чорний пішак · c4 білий пішак · d4 білий слон · a3 білий пішак | c8 білий кінь · a6 чорний король · d6 білий король · a4 чорний пішак · c4 білий пішак · d4 білий слон · a3 білий пішак | c8 білий кінь · a6 чорний король · d6 білий король · a4 чорний пішак · c4 білий пішак · d4 білий слон · a3 білий пішак | c8 білий кінь · a6 чорний король · d6 білий король · a4 чорний пішак · c4 білий пішак · d4 білий слон · a3 білий пішак | c8 білий кінь · a6 чорний король · d6 білий король · a4 чорний пішак · c4 білий пішак · d4 білий слон · a3 білий пішак | c8 білий кінь · a6 чорний король · d6 білий король · a4 чорний пішак · c4 білий пішак · d4 білий слон · a3 білий пішак | c8 білий кінь · a6 чорний король · d6 білий король · a4 чорний пішак · c4 білий пішак · d4 білий слон · a3 білий пішак | 5 |
| 4 | c8 білий кінь · a6 чорний король · d6 білий король · a4 чорний пішак · c4 білий пішак · d4 білий слон · a3 білий пішак | c8 білий кінь · a6 чорний король · d6 білий король · a4 чорний пішак · c4 білий пішак · d4 білий слон · a3 білий пішак | c8 білий кінь · a6 чорний король · d6 білий король · a4 чорний пішак · c4 білий пішак · d4 білий слон · a3 білий пішак | c8 білий кінь · a6 чорний король · d6 білий король · a4 чорний пішак · c4 білий пішак · d4 білий слон · a3 білий пішак | c8 білий кінь · a6 чорний король · d6 білий король · a4 чорний пішак · c4 білий пішак · d4 білий слон · a3 білий пішак | c8 білий кінь · a6 чорний король · d6 білий король · a4 чорний пішак · c4 білий пішак · d4 білий слон · a3 білий пішак | c8 білий кінь · a6 чорний король · d6 білий король · a4 чорний пішак · c4 білий пішак · d4 білий слон · a3 білий пішак | c8 білий кінь · a6 чорний король · d6 білий король · a4 чорний пішак · c4 білий пішак · d4 білий слон · a3 білий пішак | 4 |
| 3 | c8 білий кінь · a6 чорний король · d6 білий король · a4 чорний пішак · c4 білий пішак · d4 білий слон · a3 білий пішак | c8 білий кінь · a6 чорний король · d6 білий король · a4 чорний пішак · c4 білий пішак · d4 білий слон · a3 білий пішак | c8 білий кінь · a6 чорний король · d6 білий король · a4 чорний пішак · c4 білий пішак · d4 білий слон · a3 білий пішак | c8 білий кінь · a6 чорний король · d6 білий король · a4 чорний пішак · c4 білий пішак · d4 білий слон · a3 білий пішак | c8 білий кінь · a6 чорний король · d6 білий король · a4 чорний пішак · c4 білий пішак · d4 білий слон · a3 білий пішак | c8 білий кінь · a6 чорний король · d6 білий король · a4 чорний пішак · c4 білий пішак · d4 білий слон · a3 білий пішак | c8 білий кінь · a6 чорний король · d6 білий король · a4 чорний пішак · c4 білий пішак · d4 білий слон · a3 білий пішак | c8 білий кінь · a6 чорний король · d6 білий король · a4 чорний пішак · c4 білий пішак · d4 білий слон · a3 білий пішак | 3 |
| 2 | c8 білий кінь · a6 чорний король · d6 білий король · a4 чорний пішак · c4 білий пішак · d4 білий слон · a3 білий пішак | c8 білий кінь · a6 чорний король · d6 білий король · a4 чорний пішак · c4 білий пішак · d4 білий слон · a3 білий пішак | c8 білий кінь · a6 чорний король · d6 білий король · a4 чорний пішак · c4 білий пішак · d4 білий слон · a3 білий пішак | c8 білий кінь · a6 чорний король · d6 білий король · a4 чорний пішак · c4 білий пішак · d4 білий слон · a3 білий пішак | c8 білий кінь · a6 чорний король · d6 білий король · a4 чорний пішак · c4 білий пішак · d4 білий слон · a3 білий пішак | c8 білий кінь · a6 чорний король · d6 білий король · a4 чорний пішак · c4 білий пішак · d4 білий слон · a3 білий пішак | c8 білий кінь · a6 чорний король · d6 білий король · a4 чорний пішак · c4 білий пішак · d4 білий слон · a3 білий пішак | c8 білий кінь · a6 чорний король · d6 білий король · a4 чорний пішак · c4 білий пішак · d4 білий слон · a3 білий пішак | 2 |
| 1 | c8 білий кінь · a6 чорний король · d6 білий король · a4 чорний пішак · c4 білий пішак · d4 білий слон · a3 білий пішак | c8 білий кінь · a6 чорний король · d6 білий король · a4 чорний пішак · c4 білий пішак · d4 білий слон · a3 білий пішак | c8 білий кінь · a6 чорний король · d6 білий король · a4 чорний пішак · c4 білий пішак · d4 білий слон · a3 білий пішак | c8 білий кінь · a6 чорний король · d6 білий король · a4 чорний пішак · c4 білий пішак · d4 білий слон · a3 білий пішак | c8 білий кінь · a6 чорний король · d6 білий король · a4 чорний пішак · c4 білий пішак · d4 білий слон · a3 білий пішак | c8 білий кінь · a6 чорний король · d6 білий король · a4 чорний пішак · c4 білий пішак · d4 білий слон · a3 білий пішак | c8 білий кінь · a6 чорний король · d6 білий король · a4 чорний пішак · c4 білий пішак · d4 білий слон · a3 білий пішак | c8 білий кінь · a6 чорний король · d6 білий король · a4 чорний пішак · c4 білий пішак · d4 білий слон · a3 білий пішак | 1 |
|   | a | b | c | d | e | f | g | h |   |

FEN: 2N5/8/k2K4/8/p1PB4/P7/8/8

1. Kc7 Ka5 2. Bf6 Ka6 3. Bd8! Ka5 4. Kb7#
Критичне поле — «с7», на це поле іде білий король, а білий слон іде таким маршрутом, що не переходить через це поле, а іде в обхід і стає в засідку за короля, по суті створює батарею, яка спрацьовує у фіналі.
|   | a | b | c | d | e | f | g | h |   |
| 8 | h7 чорний пішак · f6 білий пішак · g6 чорний пішак · d5 білий ферзь · g5 білий пішак · d4 білий пішак · g4 чорний пішак · b3 біла тура · d3 білий пішак · g3 білий пішак · g2 білий пішак · h2 білий слон · e1 білий король · f1 білий кінь · h1 чорний король | h7 чорний пішак · f6 білий пішак · g6 чорний пішак · d5 білий ферзь · g5 білий пішак · d4 білий пішак · g4 чорний пішак · b3 біла тура · d3 білий пішак · g3 білий пішак · g2 білий пішак · h2 білий слон · e1 білий король · f1 білий кінь · h1 чорний король | h7 чорний пішак · f6 білий пішак · g6 чорний пішак · d5 білий ферзь · g5 білий пішак · d4 білий пішак · g4 чорний пішак · b3 біла тура · d3 білий пішак · g3 білий пішак · g2 білий пішак · h2 білий слон · e1 білий король · f1 білий кінь · h1 чорний король | h7 чорний пішак · f6 білий пішак · g6 чорний пішак · d5 білий ферзь · g5 білий пішак · d4 білий пішак · g4 чорний пішак · b3 біла тура · d3 білий пішак · g3 білий пішак · g2 білий пішак · h2 білий слон · e1 білий король · f1 білий кінь · h1 чорний король | h7 чорний пішак · f6 білий пішак · g6 чорний пішак · d5 білий ферзь · g5 білий пішак · d4 білий пішак · g4 чорний пішак · b3 біла тура · d3 білий пішак · g3 білий пішак · g2 білий пішак · h2 білий слон · e1 білий король · f1 білий кінь · h1 чорний король | h7 чорний пішак · f6 білий пішак · g6 чорний пішак · d5 білий ферзь · g5 білий пішак · d4 білий пішак · g4 чорний пішак · b3 біла тура · d3 білий пішак · g3 білий пішак · g2 білий пішак · h2 білий слон · e1 білий король · f1 білий кінь · h1 чорний король | h7 чорний пішак · f6 білий пішак · g6 чорний пішак · d5 білий ферзь · g5 білий пішак · d4 білий пішак · g4 чорний пішак · b3 біла тура · d3 білий пішак · g3 білий пішак · g2 білий пішак · h2 білий слон · e1 білий король · f1 білий кінь · h1 чорний король | h7 чорний пішак · f6 білий пішак · g6 чорний пішак · d5 білий ферзь · g5 білий пішак · d4 білий пішак · g4 чорний пішак · b3 біла тура · d3 білий пішак · g3 білий пішак · g2 білий пішак · h2 білий слон · e1 білий король · f1 білий кінь · h1 чорний король | 8 |
| 7 | h7 чорний пішак · f6 білий пішак · g6 чорний пішак · d5 білий ферзь · g5 білий пішак · d4 білий пішак · g4 чорний пішак · b3 біла тура · d3 білий пішак · g3 білий пішак · g2 білий пішак · h2 білий слон · e1 білий король · f1 білий кінь · h1 чорний король | h7 чорний пішак · f6 білий пішак · g6 чорний пішак · d5 білий ферзь · g5 білий пішак · d4 білий пішак · g4 чорний пішак · b3 біла тура · d3 білий пішак · g3 білий пішак · g2 білий пішак · h2 білий слон · e1 білий король · f1 білий кінь · h1 чорний король | h7 чорний пішак · f6 білий пішак · g6 чорний пішак · d5 білий ферзь · g5 білий пішак · d4 білий пішак · g4 чорний пішак · b3 біла тура · d3 білий пішак · g3 білий пішак · g2 білий пішак · h2 білий слон · e1 білий король · f1 білий кінь · h1 чорний король | h7 чорний пішак · f6 білий пішак · g6 чорний пішак · d5 білий ферзь · g5 білий пішак · d4 білий пішак · g4 чорний пішак · b3 біла тура · d3 білий пішак · g3 білий пішак · g2 білий пішак · h2 білий слон · e1 білий король · f1 білий кінь · h1 чорний король | h7 чорний пішак · f6 білий пішак · g6 чорний пішак · d5 білий ферзь · g5 білий пішак · d4 білий пішак · g4 чорний пішак · b3 біла тура · d3 білий пішак · g3 білий пішак · g2 білий пішак · h2 білий слон · e1 білий король · f1 білий кінь · h1 чорний король | h7 чорний пішак · f6 білий пішак · g6 чорний пішак · d5 білий ферзь · g5 білий пішак · d4 білий пішак · g4 чорний пішак · b3 біла тура · d3 білий пішак · g3 білий пішак · g2 білий пішак · h2 білий слон · e1 білий король · f1 білий кінь · h1 чорний король | h7 чорний пішак · f6 білий пішак · g6 чорний пішак · d5 білий ферзь · g5 білий пішак · d4 білий пішак · g4 чорний пішак · b3 біла тура · d3 білий пішак · g3 білий пішак · g2 білий пішак · h2 білий слон · e1 білий король · f1 білий кінь · h1 чорний король | h7 чорний пішак · f6 білий пішак · g6 чорний пішак · d5 білий ферзь · g5 білий пішак · d4 білий пішак · g4 чорний пішак · b3 біла тура · d3 білий пішак · g3 білий пішак · g2 білий пішак · h2 білий слон · e1 білий король · f1 білий кінь · h1 чорний король | 7 |
| 6 | h7 чорний пішак · f6 білий пішак · g6 чорний пішак · d5 білий ферзь · g5 білий пішак · d4 білий пішак · g4 чорний пішак · b3 біла тура · d3 білий пішак · g3 білий пішак · g2 білий пішак · h2 білий слон · e1 білий король · f1 білий кінь · h1 чорний король | h7 чорний пішак · f6 білий пішак · g6 чорний пішак · d5 білий ферзь · g5 білий пішак · d4 білий пішак · g4 чорний пішак · b3 біла тура · d3 білий пішак · g3 білий пішак · g2 білий пішак · h2 білий слон · e1 білий король · f1 білий кінь · h1 чорний король | h7 чорний пішак · f6 білий пішак · g6 чорний пішак · d5 білий ферзь · g5 білий пішак · d4 білий пішак · g4 чорний пішак · b3 біла тура · d3 білий пішак · g3 білий пішак · g2 білий пішак · h2 білий слон · e1 білий король · f1 білий кінь · h1 чорний король | h7 чорний пішак · f6 білий пішак · g6 чорний пішак · d5 білий ферзь · g5 білий пішак · d4 білий пішак · g4 чорний пішак · b3 біла тура · d3 білий пішак · g3 білий пішак · g2 білий пішак · h2 білий слон · e1 білий король · f1 білий кінь · h1 чорний король | h7 чорний пішак · f6 білий пішак · g6 чорний пішак · d5 білий ферзь · g5 білий пішак · d4 білий пішак · g4 чорний пішак · b3 біла тура · d3 білий пішак · g3 білий пішак · g2 білий пішак · h2 білий слон · e1 білий король · f1 білий кінь · h1 чорний король | h7 чорний пішак · f6 білий пішак · g6 чорний пішак · d5 білий ферзь · g5 білий пішак · d4 білий пішак · g4 чорний пішак · b3 біла тура · d3 білий пішак · g3 білий пішак · g2 білий пішак · h2 білий слон · e1 білий король · f1 білий кінь · h1 чорний король | h7 чорний пішак · f6 білий пішак · g6 чорний пішак · d5 білий ферзь · g5 білий пішак · d4 білий пішак · g4 чорний пішак · b3 біла тура · d3 білий пішак · g3 білий пішак · g2 білий пішак · h2 білий слон · e1 білий король · f1 білий кінь · h1 чорний король | h7 чорний пішак · f6 білий пішак · g6 чорний пішак · d5 білий ферзь · g5 білий пішак · d4 білий пішак · g4 чорний пішак · b3 біла тура · d3 білий пішак · g3 білий пішак · g2 білий пішак · h2 білий слон · e1 білий король · f1 білий кінь · h1 чорний король | 6 |
| 5 | h7 чорний пішак · f6 білий пішак · g6 чорний пішак · d5 білий ферзь · g5 білий пішак · d4 білий пішак · g4 чорний пішак · b3 біла тура · d3 білий пішак · g3 білий пішак · g2 білий пішак · h2 білий слон · e1 білий король · f1 білий кінь · h1 чорний король | h7 чорний пішак · f6 білий пішак · g6 чорний пішак · d5 білий ферзь · g5 білий пішак · d4 білий пішак · g4 чорний пішак · b3 біла тура · d3 білий пішак · g3 білий пішак · g2 білий пішак · h2 білий слон · e1 білий король · f1 білий кінь · h1 чорний король | h7 чорний пішак · f6 білий пішак · g6 чорний пішак · d5 білий ферзь · g5 білий пішак · d4 білий пішак · g4 чорний пішак · b3 біла тура · d3 білий пішак · g3 білий пішак · g2 білий пішак · h2 білий слон · e1 білий король · f1 білий кінь · h1 чорний король | h7 чорний пішак · f6 білий пішак · g6 чорний пішак · d5 білий ферзь · g5 білий пішак · d4 білий пішак · g4 чорний пішак · b3 біла тура · d3 білий пішак · g3 білий пішак · g2 білий пішак · h2 білий слон · e1 білий король · f1 білий кінь · h1 чорний король | h7 чорний пішак · f6 білий пішак · g6 чорний пішак · d5 білий ферзь · g5 білий пішак · d4 білий пішак · g4 чорний пішак · b3 біла тура · d3 білий пішак · g3 білий пішак · g2 білий пішак · h2 білий слон · e1 білий король · f1 білий кінь · h1 чорний король | h7 чорний пішак · f6 білий пішак · g6 чорний пішак · d5 білий ферзь · g5 білий пішак · d4 білий пішак · g4 чорний пішак · b3 біла тура · d3 білий пішак · g3 білий пішак · g2 білий пішак · h2 білий слон · e1 білий король · f1 білий кінь · h1 чорний король | h7 чорний пішак · f6 білий пішак · g6 чорний пішак · d5 білий ферзь · g5 білий пішак · d4 білий пішак · g4 чорний пішак · b3 біла тура · d3 білий пішак · g3 білий пішак · g2 білий пішак · h2 білий слон · e1 білий король · f1 білий кінь · h1 чорний король | h7 чорний пішак · f6 білий пішак · g6 чорний пішак · d5 білий ферзь · g5 білий пішак · d4 білий пішак · g4 чорний пішак · b3 біла тура · d3 білий пішак · g3 білий пішак · g2 білий пішак · h2 білий слон · e1 білий король · f1 білий кінь · h1 чорний король | 5 |
| 4 | h7 чорний пішак · f6 білий пішак · g6 чорний пішак · d5 білий ферзь · g5 білий пішак · d4 білий пішак · g4 чорний пішак · b3 біла тура · d3 білий пішак · g3 білий пішак · g2 білий пішак · h2 білий слон · e1 білий король · f1 білий кінь · h1 чорний король | h7 чорний пішак · f6 білий пішак · g6 чорний пішак · d5 білий ферзь · g5 білий пішак · d4 білий пішак · g4 чорний пішак · b3 біла тура · d3 білий пішак · g3 білий пішак · g2 білий пішак · h2 білий слон · e1 білий король · f1 білий кінь · h1 чорний король | h7 чорний пішак · f6 білий пішак · g6 чорний пішак · d5 білий ферзь · g5 білий пішак · d4 білий пішак · g4 чорний пішак · b3 біла тура · d3 білий пішак · g3 білий пішак · g2 білий пішак · h2 білий слон · e1 білий король · f1 білий кінь · h1 чорний король | h7 чорний пішак · f6 білий пішак · g6 чорний пішак · d5 білий ферзь · g5 білий пішак · d4 білий пішак · g4 чорний пішак · b3 біла тура · d3 білий пішак · g3 білий пішак · g2 білий пішак · h2 білий слон · e1 білий король · f1 білий кінь · h1 чорний король | h7 чорний пішак · f6 білий пішак · g6 чорний пішак · d5 білий ферзь · g5 білий пішак · d4 білий пішак · g4 чорний пішак · b3 біла тура · d3 білий пішак · g3 білий пішак · g2 білий пішак · h2 білий слон · e1 білий король · f1 білий кінь · h1 чорний король | h7 чорний пішак · f6 білий пішак · g6 чорний пішак · d5 білий ферзь · g5 білий пішак · d4 білий пішак · g4 чорний пішак · b3 біла тура · d3 білий пішак · g3 білий пішак · g2 білий пішак · h2 білий слон · e1 білий король · f1 білий кінь · h1 чорний король | h7 чорний пішак · f6 білий пішак · g6 чорний пішак · d5 білий ферзь · g5 білий пішак · d4 білий пішак · g4 чорний пішак · b3 біла тура · d3 білий пішак · g3 білий пішак · g2 білий пішак · h2 білий слон · e1 білий король · f1 білий кінь · h1 чорний король | h7 чорний пішак · f6 білий пішак · g6 чорний пішак · d5 білий ферзь · g5 білий пішак · d4 білий пішак · g4 чорний пішак · b3 біла тура · d3 білий пішак · g3 білий пішак · g2 білий пішак · h2 білий слон · e1 білий король · f1 білий кінь · h1 чорний король | 4 |
| 3 | h7 чорний пішак · f6 білий пішак · g6 чорний пішак · d5 білий ферзь · g5 білий пішак · d4 білий пішак · g4 чорний пішак · b3 біла тура · d3 білий пішак · g3 білий пішак · g2 білий пішак · h2 білий слон · e1 білий король · f1 білий кінь · h1 чорний король | h7 чорний пішак · f6 білий пішак · g6 чорний пішак · d5 білий ферзь · g5 білий пішак · d4 білий пішак · g4 чорний пішак · b3 біла тура · d3 білий пішак · g3 білий пішак · g2 білий пішак · h2 білий слон · e1 білий король · f1 білий кінь · h1 чорний король | h7 чорний пішак · f6 білий пішак · g6 чорний пішак · d5 білий ферзь · g5 білий пішак · d4 білий пішак · g4 чорний пішак · b3 біла тура · d3 білий пішак · g3 білий пішак · g2 білий пішак · h2 білий слон · e1 білий король · f1 білий кінь · h1 чорний король | h7 чорний пішак · f6 білий пішак · g6 чорний пішак · d5 білий ферзь · g5 білий пішак · d4 білий пішак · g4 чорний пішак · b3 біла тура · d3 білий пішак · g3 білий пішак · g2 білий пішак · h2 білий слон · e1 білий король · f1 білий кінь · h1 чорний король | h7 чорний пішак · f6 білий пішак · g6 чорний пішак · d5 білий ферзь · g5 білий пішак · d4 білий пішак · g4 чорний пішак · b3 біла тура · d3 білий пішак · g3 білий пішак · g2 білий пішак · h2 білий слон · e1 білий король · f1 білий кінь · h1 чорний король | h7 чорний пішак · f6 білий пішак · g6 чорний пішак · d5 білий ферзь · g5 білий пішак · d4 білий пішак · g4 чорний пішак · b3 біла тура · d3 білий пішак · g3 білий пішак · g2 білий пішак · h2 білий слон · e1 білий король · f1 білий кінь · h1 чорний король | h7 чорний пішак · f6 білий пішак · g6 чорний пішак · d5 білий ферзь · g5 білий пішак · d4 білий пішак · g4 чорний пішак · b3 біла тура · d3 білий пішак · g3 білий пішак · g2 білий пішак · h2 білий слон · e1 білий король · f1 білий кінь · h1 чорний король | h7 чорний пішак · f6 білий пішак · g6 чорний пішак · d5 білий ферзь · g5 білий пішак · d4 білий пішак · g4 чорний пішак · b3 біла тура · d3 білий пішак · g3 білий пішак · g2 білий пішак · h2 білий слон · e1 білий король · f1 білий кінь · h1 чорний король | 3 |
| 2 | h7 чорний пішак · f6 білий пішак · g6 чорний пішак · d5 білий ферзь · g5 білий пішак · d4 білий пішак · g4 чорний пішак · b3 біла тура · d3 білий пішак · g3 білий пішак · g2 білий пішак · h2 білий слон · e1 білий король · f1 білий кінь · h1 чорний король | h7 чорний пішак · f6 білий пішак · g6 чорний пішак · d5 білий ферзь · g5 білий пішак · d4 білий пішак · g4 чорний пішак · b3 біла тура · d3 білий пішак · g3 білий пішак · g2 білий пішак · h2 білий слон · e1 білий король · f1 білий кінь · h1 чорний король | h7 чорний пішак · f6 білий пішак · g6 чорний пішак · d5 білий ферзь · g5 білий пішак · d4 білий пішак · g4 чорний пішак · b3 біла тура · d3 білий пішак · g3 білий пішак · g2 білий пішак · h2 білий слон · e1 білий король · f1 білий кінь · h1 чорний король | h7 чорний пішак · f6 білий пішак · g6 чорний пішак · d5 білий ферзь · g5 білий пішак · d4 білий пішак · g4 чорний пішак · b3 біла тура · d3 білий пішак · g3 білий пішак · g2 білий пішак · h2 білий слон · e1 білий король · f1 білий кінь · h1 чорний король | h7 чорний пішак · f6 білий пішак · g6 чорний пішак · d5 білий ферзь · g5 білий пішак · d4 білий пішак · g4 чорний пішак · b3 біла тура · d3 білий пішак · g3 білий пішак · g2 білий пішак · h2 білий слон · e1 білий король · f1 білий кінь · h1 чорний король | h7 чорний пішак · f6 білий пішак · g6 чорний пішак · d5 білий ферзь · g5 білий пішак · d4 білий пішак · g4 чорний пішак · b3 біла тура · d3 білий пішак · g3 білий пішак · g2 білий пішак · h2 білий слон · e1 білий король · f1 білий кінь · h1 чорний король | h7 чорний пішак · f6 білий пішак · g6 чорний пішак · d5 білий ферзь · g5 білий пішак · d4 білий пішак · g4 чорний пішак · b3 біла тура · d3 білий пішак · g3 білий пішак · g2 білий пішак · h2 білий слон · e1 білий король · f1 білий кінь · h1 чорний король | h7 чорний пішак · f6 білий пішак · g6 чорний пішак · d5 білий ферзь · g5 білий пішак · d4 білий пішак · g4 чорний пішак · b3 біла тура · d3 білий пішак · g3 білий пішак · g2 білий пішак · h2 білий слон · e1 білий король · f1 білий кінь · h1 чорний король | 2 |
| 1 | h7 чорний пішак · f6 білий пішак · g6 чорний пішак · d5 білий ферзь · g5 білий пішак · d4 білий пішак · g4 чорний пішак · b3 біла тура · d3 білий пішак · g3 білий пішак · g2 білий пішак · h2 білий слон · e1 білий король · f1 білий кінь · h1 чорний король | h7 чорний пішак · f6 білий пішак · g6 чорний пішак · d5 білий ферзь · g5 білий пішак · d4 білий пішак · g4 чорний пішак · b3 біла тура · d3 білий пішак · g3 білий пішак · g2 білий пішак · h2 білий слон · e1 білий король · f1 білий кінь · h1 чорний король | h7 чорний пішак · f6 білий пішак · g6 чорний пішак · d5 білий ферзь · g5 білий пішак · d4 білий пішак · g4 чорний пішак · b3 біла тура · d3 білий пішак · g3 білий пішак · g2 білий пішак · h2 білий слон · e1 білий король · f1 білий кінь · h1 чорний король | h7 чорний пішак · f6 білий пішак · g6 чорний пішак · d5 білий ферзь · g5 білий пішак · d4 білий пішак · g4 чорний пішак · b3 біла тура · d3 білий пішак · g3 білий пішак · g2 білий пішак · h2 білий слон · e1 білий король · f1 білий кінь · h1 чорний король | h7 чорний пішак · f6 білий пішак · g6 чорний пішак · d5 білий ферзь · g5 білий пішак · d4 білий пішак · g4 чорний пішак · b3 біла тура · d3 білий пішак · g3 білий пішак · g2 білий пішак · h2 білий слон · e1 білий король · f1 білий кінь · h1 чорний король | h7 чорний пішак · f6 білий пішак · g6 чорний пішак · d5 білий ферзь · g5 білий пішак · d4 білий пішак · g4 чорний пішак · b3 біла тура · d3 білий пішак · g3 білий пішак · g2 білий пішак · h2 білий слон · e1 білий король · f1 білий кінь · h1 чорний король | h7 чорний пішак · f6 білий пішак · g6 чорний пішак · d5 білий ферзь · g5 білий пішак · d4 білий пішак · g4 чорний пішак · b3 біла тура · d3 білий пішак · g3 білий пішак · g2 білий пішак · h2 білий слон · e1 білий король · f1 білий кінь · h1 чорний король | h7 чорний пішак · f6 білий пішак · g6 чорний пішак · d5 білий ферзь · g5 білий пішак · d4 білий пішак · g4 чорний пішак · b3 біла тура · d3 білий пішак · g3 білий пішак · g2 білий пішак · h2 білий слон · e1 білий король · f1 білий кінь · h1 чорний король | 1 |
|   | a | b | c | d | e | f | g | h |   |

FEN: 8/7p/5Pp1/3Q2P1/3P2p1/1R1P2P1/6PB/4KN1k

1. Rb7! h6 2.Qa2 ~ 3.Qf2 ~ 4.Qg1#
        2. ... hg! 3. Qa8! Kxg2 4. Rh7#

Ферзь може потрапити відразу на першому ході на поле «а8», перейшовши через критичне поле «b7», але до розв'язку веде хід білої тури на критичне поле, ферзь обходить туру і стає за нею в засідку, створюється батарея і потім оголошується батарейний мат